# Leiobunum zimmermani
Leiobunum zimmermani is een hooiwagen uit de familie Sclerosomatidae.